# Alpenus investigatorum
Alpenus investigatorum là một loài bướm đêm thuộc phân họ Arctiinae, họ Erebidae.